# Rumanoloculina
Rumanoloculina es un género de foraminífero bentónico considerado un sinónimo posterior deQuinqueloculina
de la subfamilia Hauerininae, de la familia Hauerinidae, de la superfamilia Milioloidea, del suborden Miliolina y del orden Miliolida. Su especie tipo era Quinqueloculina robusta. Su rango cronoestratigráfico abarcaba desde el Barremiense hasta el Albiense (Cretácico inferior).

## Discusión
Clasificaciones más recientes han incluido Rumanoloculina en la subfamilia Quinqueloculininae de la familia Quinqueloculinidae.

## Clasificación
Rumanoloculina incluía a las siguientes especies:
- Rumanoloculina malitiosa
- Rumanoloculina multicostata
  - Rumanoloculina multicostata
- Rumanoloculina ponticuli
- Rumanoloculina robusta